# 1929 County Championship
Navigation
Édition précédente Édition suivante
Le 1929 County Championship fut le trente-sixième County Championship. Nottinghamshire remporté le titre de champion pour la deuxième fois.
Une nouvelle méthode pour désigner le vainqueur du championnat a été introduite : toutes les équipes disputent 28 matchs, l’équipe qui détient le plus grand nombre de points est déclarée vainqueur au lieu du système précédent de calcul du pourcentage de points gagnés par rapport aux points possibles disponibles.

## Classement
| Equipe           | Pld | W  | L  | DWF | DLF | NR | Pts |
| ---------------- | --- | -- | -- | --- | --- | -- | --- |
| Nottinghamshire  | 28  | 14 | 2  | 4   | 6   | 2  | 158 |
| Lancashire       | 28  | 12 | 3  | 6   | 6   | 1  | 148 |
| Yorkshire        | 28  | 10 | 2  | 9   | 5   | 2  | 148 |
| Gloucestershire  | 28  | 15 | 6  | 1   | 4   | 2  | 145 |
| Sussex           | 28  | 13 | 6  | 7   | 2   | 0  | 145 |
| Middlesex        | 28  | 12 | 7  | 6   | 3   | 0  | 135 |
| Derbyshire       | 28  | 10 | 6  | 8   | 3   | 1  | 133 |
| Kent             | 28  | 12 | 8  | 6   | 2   | 0  | 132 |
| Leicestershire   | 28  | 9  | 6  | 9   | 4   | 0  | 129 |
| Surrey           | 28  | 8  | 7  | 5   | 6   | 2  | 115 |
| Hampshire        | 28  | 8  | 10 | 0   | 8   | 2  | 96  |
| Essex            | 28  | 6  | 9  | 3   | 9   | 1  | 94  |
| Northamptonshire | 28  | 7  | 13 | 2   | 6   | 0  | 84  |
| Warwickshire     | 28  | 5  | 13 | 4   | 5   | 1  | 79  |
| Somerset         | 28  | 3  | 17 | 5   | 3   | 0  | 58  |
| Worcestershire   | 28  | 2  | 15 | 3   | 6   | 2  | 57  |
| Glamorgan        | 28  | 3  | 19 | 3   | 3   | 0  | 48  |